# Siglavy
Siglavy est un cheval arabe de robe grise, né en Syrie en 1810. Il est à l'origine d'une des lignées du Lipizzan, qui porte son nom, de par son activité d'étalon au haras de Lipica. Il est aussi l'un des cinq chefs de lignées du Shagya.

## Dénomination
Siglavy doit son nom à sa lignée arabe d'appartenance, le document d'acquisition le décrivant comme un Siglavie Ghadran. 

## Histoire
Siglavy naît en 1810. Il arbore une robe de couleur grise. D'après l'étude universitaire de Donna Landry, il est acheté à Alep en 1814 par le prince Charles Philippe de Schwarzenberg, ainsi que trois autres chevaux arabes, dans le cadre d'une mission d'achat militaire confiée par les Habsbourg, en vue de fournir leurs haras. Le cheval est acquis pour la somme, particulièrement importante, de 3 400 florins. Il a été vraisemblablement très surveillé durant son voyage vers Vienne, la capitale de l'empire d'Autriche. Une source vulgarisée déclare cependant qu'il aurait été acheté en France par le prince de Schwarzenberg.
En 1816, après avoir été testé sur ses capacités d'étalon, il est racheté au prince Schwarzenberg et transféré vers les écuries impériales de Koptschan (en actuelle Slovaquie). 
La première attestation de sa présence au haras de Lipica remonte à 1821, où il sert d'étalon pour faire naître des chevaux militaires destinés à la guerre et au transport des troupes autrichiennes. Siglavy est revendu en 1826.

## Reconnaissance

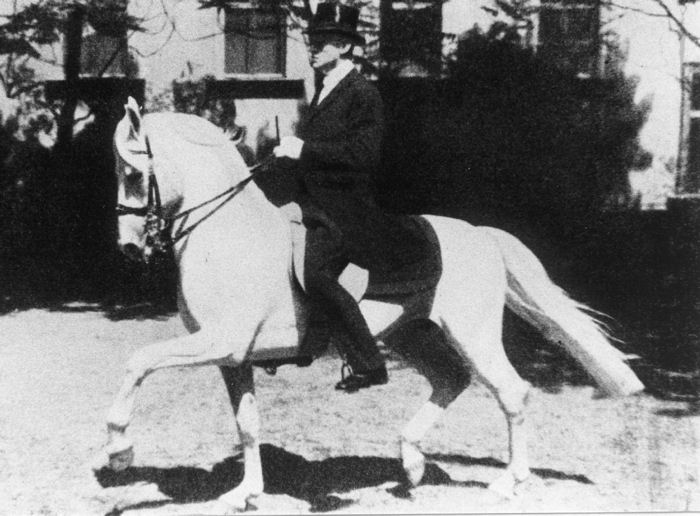
Cheval Lipizzan de l'École espagnole d'équitation issu de la lignée de Siglavy.

Siglavy est décrit comme fondateur de l'une des six lignées du Lipizzan moderne,. Il faudra néanmoins quelques années pour que son influence sur la race du Lipizzan soit officiellement reconnue.
Visualiser la lignée de Siglavy sous forme de graphe
En plus de son influence sur le Lipizzan, Saiglavy a fondé une lignée chez la race du Shagya.